# Oberststabelmeister
Der Oberststabelmeister leitete das Zeremoniell bei der Tafel des Wiener Kaiserhofs.

## Beschreibung
Der Oberststabelmeister (auch Oberst-Stabelmeister) war im Hofstaat des Wiener Kaiserhofs, auch noch im Kaisertum Österreich, ein sog. Hofdienst; er war dem Obersthofmeister unterstellt und leitete das Tafelzeremoniell, unter anderem bei der „Öffentlichen Tafel“, bei der das Publikum dem speisenden Monarchen zusehen konnte.
Der Oberststabelmeister sollte nicht mit dem Oberststallmeister verwechselt werden, der einen höheren Rang hatte und dem die Hofstallungen unterstanden. Der Wortbestandteil Stabel kommt vom Stab her. Johann Christoph Adelung schreibt im Artikel Stabelherr seines „Wörterbuchs“:

„Der Stabelhêrr, oder Stäbelhêrr, des -en, plur. die -en, ehedem ein vornehmer von Adel, welcher bey den Thurnieren den Anfang und das Ende des Thurnieres mit dem Stabe zu gebieten hatte, und auch wohl der Stabelmeister, der Thurniervogt genannt wurde. In den Oesterreichischen Erbländern gibt es noch angesehene Erbbeamte unter dem Nahmen Erbstäbelmeister. Stabel oder Stäbel ist auch hier das Diminutivum von Stab für Stäblein.“

Der Stab ist also als Insigne zu verstehen. Als es keine Ritterturniere mehr gab, ging der Begriff des Stabelmeisters anscheinend auf den Leiter des Tafelzeremoniells über. Dementsprechend schreibt Eduard Vehse:

„Der Stabelmeister - so genannt nach dem Stabe, mit dem er bei der Auftragung der Speisen voranschritt … Er war der Vorstand der Mundschenken, Fürschneider, Panatiers und Truchsesse.“

 Dies betraf bereits das Jahr 1594. Die Fürschneider hießen später (etwa 1650) „Vorschneider“. Am Wiener Hof gab es keine Panatiers (oder Panetiers).

## Einige k.u.k. Oberststabelmeister
Diese sind aufgeführt, soweit sie aus den Staatshandbüchern ersichtlich sind, die in der Web-Präsenz der Bayerischen Staatsbibliothek oder in den „Digitalisierten Rechts- und Gesetzestexten“ der Österreichischen Nationalbibliothek „online zu lesen“ sind (s. unten).
Bis 1791 lautete der Titel in den Quellen „Obriststäbelmeister“, von 1793 bis 1806 „Oberststäbelmeister“.
- Leopold Christoph Julius Graf von Schallenberg, 1784–1799
- Gundacker Graf von Sternberg, 1798–1802
- Theodor Frey- und Panierherr von Risenfels,  1803–1832 (1803–1806 „Risenfelß“, 1807 „Riesenfels“ geschrieben)
- Carl Graf von Clary und Aldringen, 1833–1836. (Im Jahre 1837 war die Stellung unbesetzt).
- Franz Graf Taaffe, 1838–1848
- Georg (György) Graf Esterházy von Galantha, 1856–1864.

1865 gab es nur noch einen Unterstabelmeister, ab 1866 gar keinen Stabelmeister mehr.

## Weitere Quellen
- Hof- und Staats-Schematismus der röm. kaiserl. auch kaiserl. königl. und erzherzoglichen Haupt- und Residenzstadt Wien, Wien 1702–1806 (Titel variiert etwas im Lauf der Zeit).
- Hof- und Staats-Schematismus des österreichischen Kaiserthumes, Wien 1807–1843.
- Hof- und Staats-Handbuch des Kaiserthumes Österreich, Wien 1844–1868.
- K.u.k. Staatshandbücher